# Aprata mackwoodii
Aprata mackwoodii är en fjärilsart som beskrevs av Moore 1883. Aprata mackwoodii ingår i släktet Aprata och familjen säckspinnare. Inga underarter finns listade i Catalogue of Life.